# Pamela Bileck
Pamela Bileck född den 1 december 1968 i Pittsburgh, Pennsylvania, är en amerikansk gymnast.
Hon tog OS-silver i lagmångkampen i samband med de olympiska gymnastiktävlingarna 1984 i Los Angeles.